# Шефер, Винфрид
Ви́нфрид Ше́фер (нем. Winfried Schäfer; род. 10 января 1950, Майен, Mayen) — немецкий футболист, игравший на позиции полузащитника; тренер.

## Карьера

### Клубная карьера
В 1968—1985 годах Винфрид Шефер играл в Бундеслиге за клубы «Боруссия» (Мёнхенгладбах), «Киккерс» и «Карлсруэ». Всего в Бундеслиге полузащитник сыграл 403 матча, в которых забил 46 голов.
В 1970 году он стал чемпионом в составе «Боруссии» и обладателем Кубка ФРГ в составе «Киккерс», а в 1979 году, после возвращения в состав «Боруссии», обладателем Кубка УЕФА.

### Тренерская карьера
Винфрид Шефер получил известность как тренер во время работы в «Карлсруэ» (1986—1998). Под его руководством стали звёздами такие игроки, как Оливер Кан, Йенс Новотны, Оливер Кройцер, Михаэль Штернкопф и Мехмет Шолль. Затем он тренировал «Штутгарт» и «Теннис-Боруссия», но не достиг значительных успехов.
В ноябре 2001 года Шефер стал тренером сборной Камеруна. Под его руководством сборная Камеруна стала победителем Кубка африканских наций 2002 года, хотя турнир ознаменовался рядом происшествий. В частности, перед полуфинальным матчем против хозяев турнира, сборной Мали, Шефер и тренер вратарей камерунской сборной Тома Н’Коно были арестованы полицией Мали за незаконное проникновение на футбольное поле: Н’Коно обвиняли в том, что он попытался спрятать на поле некий предмет (по заявлению малийцев — амулет). Возмущённый Шефер грубо выразился в адрес комиссара матча, за что был дисквалифицирован на следующую игру, которой для камерунцев и стал финальный матч. Сами же камерунцы в полуфинале разгромили Мали 3:0, играя, по собственным словам, «за честь Камеруна и за честь Нконо». 
Под руководством Шефера камерунцы играли с расстановкой 3-5-2, обладая не только необходимыми для успешной игры физическими параметрами, но и тактической выучкой. На чемпионате мира в том же году сборная Камеруна групповой этап не преодолела. Также в 2003 году команда Шефера стала серебряным призёром Кубка конфедераций. Шефер ушёл с поста тренера сборной 18 ноября 2004 года через несколько часов после поражения от сборной Германии со счётом 0:3, хотя поражение стало больше поводом для ухода. Причиной фактически была невыплата заработной платы и премиальных.
С марта 2005 по февраль 2007 года Шефер тренировал клуб «Аль-Ахли» (Дубай), который привёл к чемпионству в 2006 году. Шефер был уволен после пяти подряд поражений в чемпионате. В декабре 2007 он стал тренером клуба «Аль-Айн». В 2009 году «Аль-Айн» выиграл Etisalat Emirates Cup и UAE President Cup, а затем и Кубок ОАЭ, но в декабре 2009 года контракт был досрочно расторгнут.
В июне 2010 года Шефер подписал двухлетний контракт с азербайджанским клубом «Баку». 7 января 2011 года был уволен.

## Личная жизнь
Винфрид Шефер женат, имеет двоих детей и уже более 20 лет живёт со своей семьёй в Эттлингене, возле Карлсруэ.

## Достижения

### Игрок
- Обладатель Кубка УЕФА: 1979
- Финалист Кубка УЕФА: 1980
- Чемпион ФРГ: 1970
- Серебряный призёр чемпионата ФРГ: 1978
- Обладатель Кубка ФРГ: 1970
- Финалист Кубка Германии: 1984

### Тренер
- Чемпион Кубка африканских наций: 2002
- Серебряный призёр Кубка конфедераций: 2003
- Финалист Кубка Германии: 1996
- Чемпион ОАЭ: 2006
- Обладатель Etisalat Emirates Cup: 2009
- Обладатель UAE President Cup: 2009
- Обладатель Кубка ОАЭ: 2010
- Финалист чемпионата АСЕАН: 2012
- Обладатель Карибского Кубка: 2014
- Финалист Золотого кубка КОНКАКАФ (сборная Ямайки): 2015